# Carl Tausig

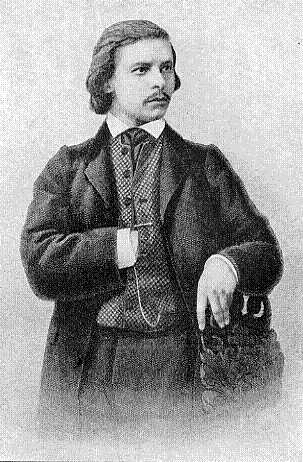
Carl Tausig.

Carl Tausig, född den 4 november 1841 i Warszava, Kongresspolen, Kejsardömet Ryssland, död den 14 juli 1871 i Leipzig, Sachsen, Preussen, var en polsk-tysk pianist. Han var son till pianisten Aloys T. Tausig.
Tausig var under sin korta levnad erkänd som den förnämste av Franz Liszts elever och arvingen till hans virtuoskonst. "Den ofelbare med stålfingrar" kallades han av Liszt, och såväl genom sin ofantliga och ofelbara teknik som genom sitt sant konstnärliga föredrag slog han sin samtid med häpnad. 
Som komponist framträdde han mest med transkriptioner och arrangemang, bland annat av Richard Wagners "Meistersinger". Han utgav också värdefulla fingersättningsupplagor av
Johann Sebastian Bach och Muzio Clementi med flera. Hans Technische Studien utgavs efter hans död av Heinrich Ehrlich. 
Tausig gjorde många konsertresor och uppehöll sig 1859–60 i Dresden, 1862 i Wien, 1866 i Stockholm och så vidare. 1866 inrättade han i Berlin en högskola för pianospel. Bland hans elever kan Sophie Menter nämnas.